# Битва у брода Иакова
Битва у брода Иа́кова — сражение в 1179 году между армией сарацинов под командованием Салах ад-Дина и войсками Иерусалимского королевства, защищавшими крепость Шастеле (в современном Израиле известна под названием Атерет), завершившееся победой сарацин.

## Предыстория
Брод Иакова расположен примерно в 140 километрах к северу от Иерусалима и 50 километрах к востоку от Акко. Этот брод через реку Иордан был ключевой переправой на одной из главных дорог между Акрой и Дамаском. Это также один из самых безопасных бродов через реку и, в силу своего расположения и важности, он активно использовался как своеобразный мост между христианской и мусульманской цивилизациями. Балдуин IV Иерусалимский и Салах ад-Дин постоянно оспаривали принадлежность территории, на которой расположен брод Иакова. Используя свою победу в битве при Монжизаре, Балдуин IV решил дойти до брода и построить оборонительную крепость рядом с ним. Король и крестоносцы полагали, что крепость сможет защитить Иерусалим от вторжения с севера.
Между октябрем 1178 и апрелем 1179 года Балдуин IV начал строительство новой крепости, назвав её Шастеле (фр. Chastellet). Когда строительство было уже в разгаре, о нём узнал Салах ад-Дин. В то время он был не в состоянии остановить возведение Шастеле с помощью военной силы, потому что бо́льшая часть его войск была размещена в северной Сирии, занимаясь подавлением восстаний. Как пишет один автор, «Салах ад-Дин изо всех сил старался изобразить себя в качестве исламского борца против европейских захватчиков, хотя на самом деле провел большую часть своей жизни, участвуя в войне против других мусульман». Тогда Салах ад-Дин предложил Балдуину IV 60 000 динаров в обмен на прекращение строительства. Король отказался, тогда Салах ад-Дин предложил ему 100 000 динаров. Балдуин IV снова отказался и продолжил возводить Шастеле. К лету 1179 года инженеры короля построили массивную каменную стену крепости. «Замок теперь имел высокую 10-метровую стену, которую один арабский современник позже описал как неприступный вал из камня и железа, и одну башню, но остальные укрепления ещё находились в стадии возведения».

## Планы и тактика

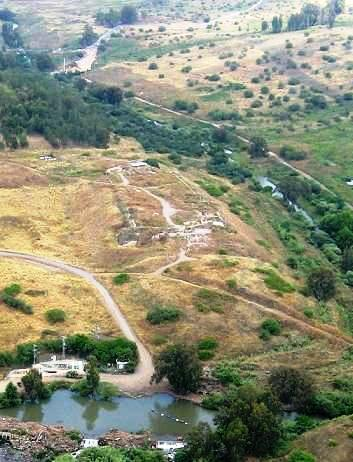
Руины замка Шастеле (Атерет)

Пока Балдуин IV раздумывал над предложением денег, Салах ад-Дин подавил восстания в северной Сирии и смог сосредоточиться на броде Иакова и замке Шастеле. Он понимал, что дальнейший торг или переговоры бесперспективны и что чем больше времени он на них потратит, тем больше будет времени у короля для завершения строительства. В 1179 году, всего через несколько месяцев после начала возведения Шастеле, Салах ад-Дин отправил большую мусульманскую армию к юго-востоку, в сторону брода Иакова. План был прост: осадить замок, прежде чем успеют прибыть подкрепления христиан из Иерусалима.
Балдуин IV, в свою очередь, находился с войском в Тверии на берегу Галилейского моря, примерно в полудне пути до брода. Поэтому при нападении на строящуюся крепость подкрепления могли прибыть достаточно быстро. Кроме того, укрепление у брода Иакова, по крайней мере, то, что было уже завершено, было относительно сильным и, скорее всего, смогло бы продержаться до прибытия помощи.

## Битва у брода Иакова и победа Салах ад-Дина

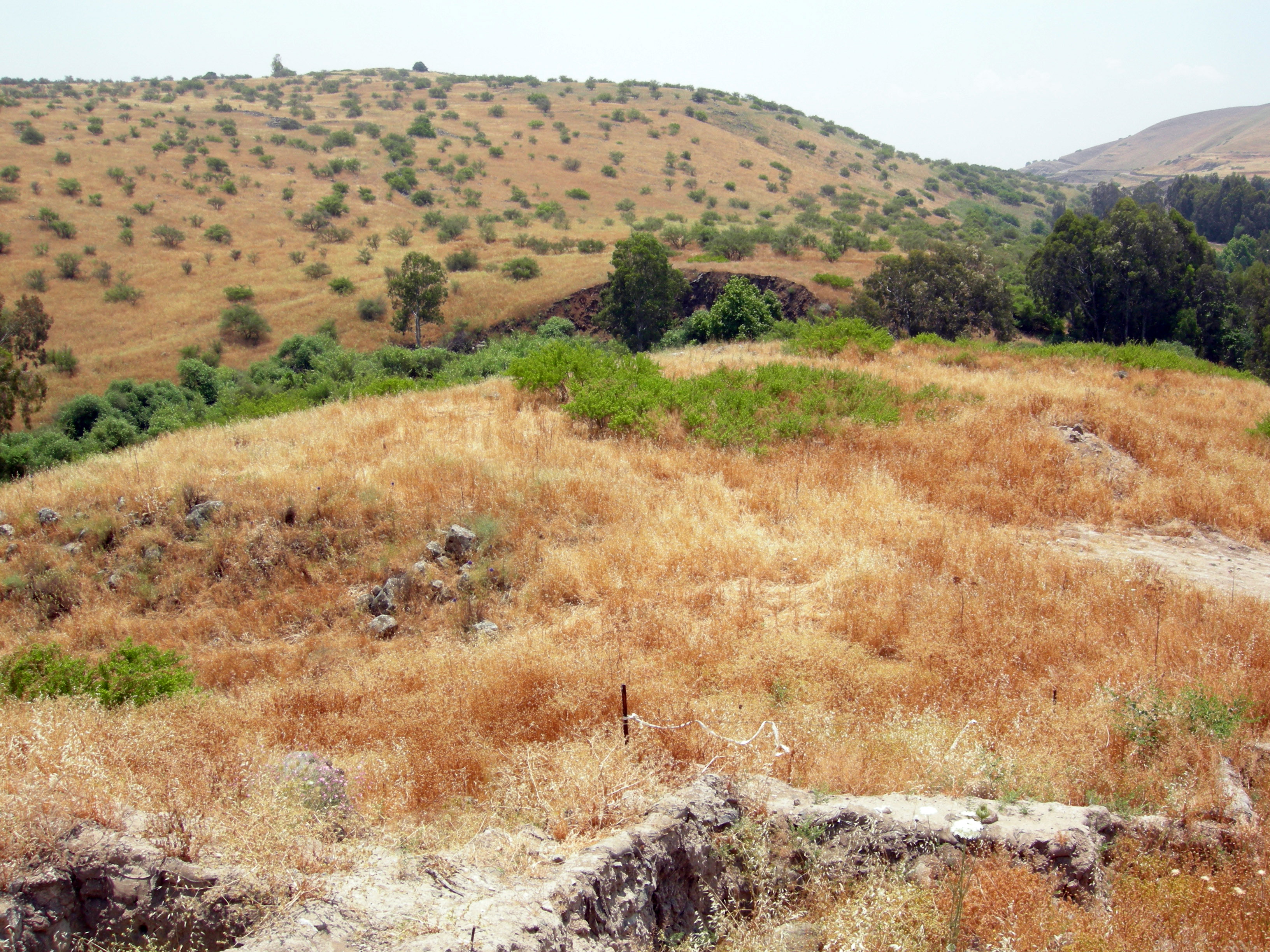
Вид поля битвы у брода Иакова с места расположения главных ворот замка Шастеле.

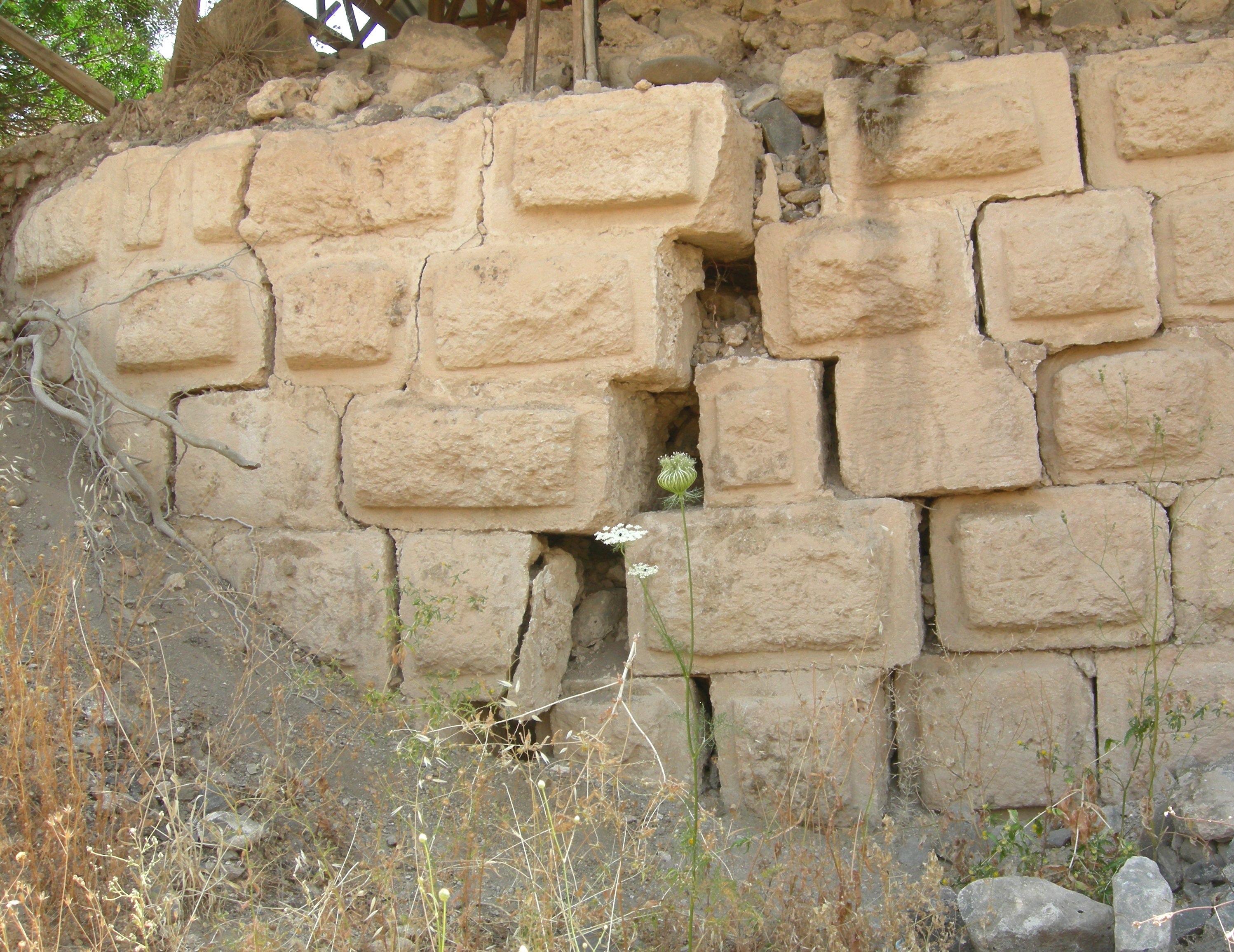
Северо-восточный угол стены замка Шастеле.

До времени основной схватки прошло несколько мелких стычек и молниеносных налетов арабской легкой конницы на патрулирующие свою территорию отряды крестоносцев. В них крестоносцы понесли существенный урон и в итоге молодой король решил отвести свои войска вглубь страны.
23 августа 1179 года Салах ад-Дин прибыл к броду Иакова и приказал своим лучникам начать обстрел замка, начав тем самым его осаду. Пока лучники отвлекали внимание защитников крепости, минёры копали тоннель к стене в северо-восточном углу фундамента. Как только тоннель (сапа) был прорыт, сарацины подожгли установленные в нём деревянные распорки, чтобы тоннель осыпался, заставляя крепостную стену просесть под собственным весом. Однако первая попытка не удалась — солдатам пришлось потушить огонь. После того, как пожар был потушен, минёры получили задание вновь попытаться обрушить стену. Они поспешили начать расширение и углубление подкопа. В это время Балдуин IV, узнав об атаке, вызвал подкрепления из Иерусалима. Однако связь между королём и Шастеле была медленной, и осада продолжалась. Тем более что Саладин торопил своих воинов как только мог.
Войска Балдуина IV внутри замка начали укреплять главные ворота. Но их было слишком мало чтобы отразить лобовую атаку. У замка была построена лишь внутренняя стена и была только одна башня, не было ни рва, ни гласиса. В замке находилось около полутора тысяч человек но профессиональных воинов было немного. Всего насчитывалось 60 тамплиеров и около 250—300 прочих рыцарей, оруженосцев и их военных слуг, прочие обитатели были предназначены для строительства замка, а не для обороны. Вскоре после этого мусульмане снова зажгли огонь в туннеле под замком, и стена рухнула. Попытки крестоносцев отремонтировать под ливнем стрел стену оказались напрасны, и примерно через шесть дней после начала осады Салах ад-Дин и его войска ворвались в Шастеле. К 30 августа 1179 года сарацины разграбили замок и убили половину его защитников. В тот же день, менее чем через неделю после вызова подкреплений, Балдуин IV с армией отправился из Тверии, однако по прибытии к броду обнаружил лишь ещё горевшее пепелище. Очевидно, что они прибыли слишком поздно, чтобы спасти 700 рыцарей, инженеров и строителей, которые были убиты, ещё 800 защитников были взяты в плен. Балдуин IV и его подкрепления вернулся к Тверии, а Салах ад-Дин вернулся и приказал снести остатки укреплений.

## Последствия
Хотя Салах ад-Дин одержал военную победу в Шастеле, его солдаты стали жертвами другого врага. Непосредственно после осады тела 700 крестоносцев, погибших у брода Иакова, были брошены в колодец замка. Также много трупов были собраны в кучи и оставлены непогребенными, начали разлагаться на августовской жаре и, как следствие, вспыхнула эпидемия чумы. Это серьёзно ослабило стоявшие здесь войска Салахадина, в которых теперь бушевали эпидемии и он поспешил заключить мир.
В 1180 году Салах ад-Дин и Балдуин IV заключили перемирие. Через семь лет после этого мирного договора между мусульманами и крестоносцами Салах ад-Дин захватил Иерусалим по результатам битвы при Хаттине. После захвата Иерусалима Салах ад-Дин стал хозяином Леванта до военного столкновения с Ричардом Львиное Сердце. Король Балдуин IV умер от проказы в 1185 году в возрасте двадцати трех лет.